# Tour de Romandie 2016
Die 70. Tour de Romandie 2016 war ein schweizerisches Strassenradrennen in der Romandie/Westschweiz. Das Etappenrennen fand vom 26. April bis zum 1. Mai 2016 statt und beinhaltete einen Prolog und fünf Etappen. Es gehörte das Radrennen zur UCI WorldTour 2016 und war das vierzehnte von insgesamt 28 Rennen der Serie.
Die erste Etappe wurde wegen schlechten Wetters erst in Mathod gestartet, endete aber trotzdem in Moudon. Diese Etappe hatte dann noch eine Länge von 100,5 km.

## Teilnehmende Mannschaften
Automatisch startberechtigt waren die 18 UCI WorldTeams. Zusätzlich wurden zwei UCI Professional Continental Teams eingeladen.
| WorldTeams (18)- AG2R La Mondiale - Astana - Katusha - Movistar Team - BMC Racing Team - Tinkoff - Cannondale - FDJ - Dimension Data - Lampre-Merida - Trek-Segafredo - Lotto-Soudal - Orica-GreenEDGE - Etixx-Quick Step - IAM Cycling - Giant-Alpecin - Sky - Lotto NL-Jumbo Professional Continental Teams (2)- Team Roth - Wanty-Groupe Gobert |
| |

## Etappenübersicht
| Etappe    | Datum    | Etappenorte                           | type              | Länge (km) | Etappensieger    | Gesamtführender |
| --------- | -------- | ------------------------------------- | ----------------- | ---------- | ---------------- | --------------- |
| Prolog    | 26. Apr. | La Chaux-de-Fonds – La Chaux-de-Fonds | Prolog            | 3,95       | Ion Izagirre     | Ion Izagirre    |
| 1. Etappe | 27. Apr. | Mathod – Moudon                       | Hügelige Etappe   | 100,5      | Marcel Kittel    | Ion Izagirre    |
| 2. Etappe | 28. Apr. | Moudon – Morgins                      | Hochgebirgsetappe | 177        | Nairo Quintana   | Nairo Quintana  |
| 3. Etappe | 29. Apr. | Sitten – Sitten                       | Einzelzeitfahren  | 15,11      | Thibaut Pinot    | Nairo Quintana  |
| 4. Etappe | 30. Apr. | Conthey – Villars-sur-Ollon           | Hochgebirgsetappe | 172,7      | Chris Froome     | Nairo Quintana  |
| 5. Etappe | 1. Mai   | Ollon – Genf                          | Hügelige Etappe   | 177,4      | Michael Albasini | Nairo Quintana  |

## Etappen

### Prolog
26. April 2016 – La Chaux-de-Fonds – 3,95 km
| Ergebnis des Prologs und Gesamtwertung nach dem Prolog \| \| Fahrer \| Team \| Zeit \| \| -- \| ------------------ \| --------------------------- \| ---------- \| \| 1 \| Ion Izagirre \| Movistar Team \| 5:33 min \| \| 2 \| Tom Dumoulin \| Team Giant-Alpecin \| + 0:06 min \| \| 3 \| Michał Kwiatkowski \| Team Sky \| + 0:07 min \| \| 4 \| Geraint Thomas \| Team Sky \| + 0:07 min \| \| 5 \| Gorka Izagirre \| Movistar Team \| + 0:08 min \| \| 6 \| Moreno Moser \| Cannondale Pro Cycling Team \| + 0:09 min \| \| 7 \| Reto Hollenstein \| IAM Cycling \| + 0:11 min \| \| 8 \| Louis Vervaeke \| Lotto Soudal \| + 0:11 min \| \| 9 \| Tejay van Garderen \| BMC Racing Team \| + 0:11 min \| \| 10 \| Martijn Keizer \| Team Lotto NL-Jumbo \| + 0:12 min \| |                    |                             |            |
| | Fahrer             | Team                        | Zeit       |
| 1 | Ion Izagirre       | Movistar Team               | 5:33 min   |
| 2 | Tom Dumoulin       | Team Giant-Alpecin          | + 0:06 min |
| 3 | Michał Kwiatkowski | Team Sky                    | + 0:07 min |
| 4 | Geraint Thomas     | Team Sky                    | + 0:07 min |
| 5 | Gorka Izagirre     | Movistar Team               | + 0:08 min |
| 6 | Moreno Moser       | Cannondale Pro Cycling Team | + 0:09 min |
| 7 | Reto Hollenstein   | IAM Cycling                 | + 0:11 min |
| 8 | Louis Vervaeke     | Lotto Soudal                | + 0:11 min |
| 9 | Tejay van Garderen | BMC Racing Team             | + 0:11 min |
| 10 | Martijn Keizer     | Team Lotto NL-Jumbo         | + 0:12 min |

### 1. Etappe
27. April 2016 – La Chaux-de-Fonds – Moudon – 166,9 km
|    | Fahrer               | Team                        | Zeit      |
| -- | -------------------- | --------------------------- | --------- |
| 1  | Marcel Kittel        | Etixx-Quick Step            | 2:27:46 h |
| 2  | Niccolò Bonifazio    | Trek-Segafredo              | + s. t.   |
| 3  | Michael Albasini     | Orica GreenEdge             | + s. t.   |
| 4  | Tosh Van der Sande   | Lotto Soudal                | + s. t.   |
| 5  | Ramūnas Navardauskas | Cannondale Pro Cycling Team | + s. t.   |
| 6  | Davide Cimolai       | Lampre-Merida               | + s. t.   |
| 7  | Samuel Dumoulin      | AG2R La Mondiale            | + s. t.   |
| 8  | Enrico Gasparotto    | Wanty-Groupe Gobert         | + s. t.   |
| 9  | Kristian Sbaragli    | Team Dimension Data         | + s. t.   |
| 10 | Ilnur Sakarin        | Team Katusha                | + s. t.   |

|    | Fahrer             | Team                        | Zeit       |
| -- | ------------------ | --------------------------- | ---------- |
| 1  | Ion Izagirre       | Movistar Team               | 2:33:19 h  |
| 2  | Tom Dumoulin       | Team Giant-Alpecin          | + 0:06 min |
| 3  | Geraint Thomas     | Team Sky                    | + 0:07 min |
| 4  | Gorka Izagirre     | Movistar Team               | + 0:08 min |
| 5  | Moreno Moser       | Cannondale Pro Cycling Team | + 0:09 min |
| 6  | Reto Hollenstein   | IAM Cycling                 | + 0:11 min |
| 7  | Louis Vervaeke     | Lotto Soudal                | + 0:11 min |
| 8  | Tejay van Garderen | BMC Racing Team             | + 0:11 min |
| 9  | Martijn Keizer     | Team Lotto NL-Jumbo         | + 0:12 min |
| 10 | Thibaut Pinot      | FDJ                         | + 0:12 min |

### 2. Etappe
28. April 2016 – Moudon – Morgins – 173,9 km
|    | Fahrer         | Team                        | Zeit       |
| -- | -------------- | --------------------------- | ---------- |
| 1  | Nairo Quintana | Movistar Team               | 4:28:40 h  |
| 2  | Ilnur Sakarin  | Team Katusha                | + s. t.    |
| 3  | Rui Costa      | Lampre-Merida               | + 0:26 min |
| 4  | Rigoberto Urán | Cannondale Pro Cycling Team | + 0:26 min |
| 5  | Thibaut Pinot  | FDJ                         | + 0:26 min |
| 6  | Ion Izagirre   | Movistar Team               | + 0:26 min |
| 7  | Rafał Majka    | Tinkoff                     | + 0:26 min |
| 8  | Mathias Frank  | IAM Cycling                 | + 0:26 min |
| 9  | Pierre Rolland | Cannondale Pro Cycling Team | + 0:26 min |
| 10 | Simon Špilak   | Team Katusha                | + 0:26 min |

|    | Fahrer         | Team                        | Zeit       |
| -- | -------------- | --------------------------- | ---------- |
| 1  | Nairo Quintana | Movistar Team               | 7:02:05 h  |
| 2  | Ilnur Sakarin  | Team Katusha                | + 0:18 min |
| 3  | Ion Izagirre   | Movistar Team               | + 0:20 min |
| 4  | Thibaut Pinot  | FDJ                         | + 0:32 min |
| 5  | Rui Costa      | Lampre-Merida               | + 0:36 min |
| 6  | Mathias Frank  | IAM Cycling                 | + 0:37 min |
| 7  | Simon Špilak   | Team Katusha                | + 0:42 min |
| 8  | Pierre Rolland | Cannondale Pro Cycling Team | + 0:43 min |
| 9  | Bauke Mollema  | Trek-Segafredo              | + 0:44 min |
| 10 | Rigoberto Urán | Cannondale Pro Cycling Team | + 0:46 min |

### 3. Etappe
29. April 2016 – Sitten – Sitten – 15,11 km
|    | Fahrer         | Team               | Zeit       |
| -- | -------------- | ------------------ | ---------- |
| 1  | Thibaut Pinot  | FDJ                | 20:21 min  |
| 2  | Tom Dumoulin   | Team Giant-Alpecin | + 0:02 min |
| 3  | Bob Jungels    | Etixx-Quick Step   | + 0:09 min |
| 4  | Chris Froome   | Team Sky           | + 0:09 min |
| 5  | Jérôme Coppel  | IAM Cycling        | + 0:09 min |
| 6  | Nairo Quintana | Movistar Team      | + 0:09 min |
| 7  | Ilnur Sakarin  | Team Katusha       | + 0:17 min |
| 8  | Ion Izagirre   | Movistar Team      | + 0:18 min |
| 9  | Steve Morabito | FDJ                | + 0:22 min |
| 10 | Manuele Boaro  | Tinkoff            | + 0:25 min |

|    | Fahrer             | Team               | Zeit       |
| -- | ------------------ | ------------------ | ---------- |
| 1  | Nairo Quintana     | Movistar Team      | 7:22:35 h  |
| 2  | Thibaut Pinot      | FDJ                | + 0:23 min |
| 3  | Ilnur Sakarin      | Team Katusha       | + 0:26 min |
| 4  | Ion Izagirre       | Movistar Team      | + 0:29 min |
| 5  | Tom Dumoulin       | Team Giant-Alpecin | + 0:50 min |
| 6  | Mathias Frank      | IAM Cycling        | + 1:06 min |
| 7  | Simon Špilak       | Team Katusha       | + 1:11 min |
| 8  | Rui Costa          | Lampre-Merida      | + 1:12 min |
| 9  | Tejay van Garderen | BMC Racing Team    | + 1:22 min |
| 10 | Rafał Majka        | Tinkoff            | + 1:23 min |

### 4. Etappe
30. April 2016 – Conthey – Villars-sur-Ollon – 172,7 km
|    | Fahrer             | Team                        | Zeit       |
| -- | ------------------ | --------------------------- | ---------- |
| 1  | Chris Froome       | Team Sky                    | 4:44:24 h  |
| 2  | Ion Izagirre       | Movistar Team               | + 0:04 min |
| 3  | Thibaut Pinot      | FDJ                         | + 0:04 min |
| 4  | Ilnur Sakarin      | Team Katusha                | + 0:04 min |
| 5  | Nairo Quintana     | Movistar Team               | + 0:04 min |
| 6  | Bauke Mollema      | Trek-Segafredo              | + 0:04 min |
| 7  | Rui Costa          | Team Katusha                | + 0:04 min |
| 8  | Rigoberto Urán     | Cannondale Pro Cycling Team | + 0:04 min |
| 9  | Tejay van Garderen | BMC Racing Team             | + 0:09 min |
| 10 | Simon Špilak       | Team Katusha                | + 0:09 min |

|    | Fahrer             | Team               | Zeit       |
| -- | ------------------ | ------------------ | ---------- |
| 1  | Nairo Quintana     | Movistar Team      | 12:07:03 h |
| 2  | Thibaut Pinot      | FDJ                | + 0:19 min |
| 3  | Ion Izagirre       | Movistar Team      | + 0:23 min |
| 4  | Ilnur Sakarin      | Team Katusha       | + 0:26 min |
| 5  | Tom Dumoulin       | Team Giant-Alpecin | + 0:57 min |
| 6  | Rui Costa          | Lampre-Merida      | + 1:12 min |
| 7  | Simon Špilak       | Team Katusha       | + 1:16 min |
| 8  | Mathias Frank      | IAM Cycling        | + 1:16 min |
| 9  | Bauke Mollema      | Trek-Segafredo     | + 1:24 min |
| 10 | Tejay van Garderen | BMC Racing Team    | + 1:27 min |

### 5. Etappe
1. Mai 2016 – Ollon – Genf – 177,4 km
|    | Fahrer            | Team                | Zeit      |
| -- | ----------------- | ------------------- | --------- |
| 1  | Michael Albasini  | Orica GreenEdge     | 4:13:17 h |
| 2  | Andrey Amador     | Movistar Team       | + s. t.   |
| 3  | Wilco Kelderman   | Team Lotto NL-Jumbo | + s. t.   |
| 4  | Niccolò Bonifazio | Trek-Segafredo      | + s. t.   |
| 5  | Moreno Hofland    | Team Lotto NL-Jumbo | + s. t.   |
| 6  | Kristian Sbaragli | Team Dimension Data | + s. t.   |
| 7  | Daryl Impey       | Orica GreenEdge     | + s. t.   |
| 8  | Tom Bohli         | BMC Racing Team     | + s. t.   |
| 9  | Carlos Verona     | Etixx-Quick Step    | + s. t.   |
| 10 | Jarlinson Pantano | IAM Cycling         | + s. t.   |

|    | Fahrer             | Team               | Zeit       |
| -- | ------------------ | ------------------ | ---------- |
| 1  | Nairo Quintana     | Movistar Team      | 16:20:20 h |
| 2  | Thibaut Pinot      | FDJ                | + 0:19 min |
| 3  | Ion Izagirre       | Movistar Team      | + 0:23 min |
| 4  | Ilnur Sakarin      | Team Katusha       | + 0:26 min |
| 5  | Tom Dumoulin       | Team Giant-Alpecin | + 0:57 min |
| 6  | Rui Costa          | Lampre-Merida      | + 1:12 min |
| 7  | Simon Špilak       | Team Katusha       | + 1:16 min |
| 8  | Mathias Frank      | IAM Cycling        | + 1:16 min |
| 9  | Bauke Mollema      | Trek-Segafredo     | + 1:24 min |
| 10 | Tejay van Garderen | BMC Racing Team    | + 1:27 min |

## Wertungstrikots
| Etappe         | Etappensieger    | Gesamtwertung  | Punktewertung    | Bergwertung    | Nachwuchswertung | Teamwertung   |
| -------------- | ---------------- | -------------- | ---------------- | -------------- | ---------------- | ------------- |
| P              | Jon Izagirre     | Jon Izagirre   | Jon Izagirre     | Louis Vervaeke | Louis Vervaeke   | Movistar Team |
| 1              | Marcel Kittel    | Jon Izagirre   | Marcel Kittel    | Sander Armée   | Louis Vervaeke   | Movistar Team |
| 2              | Nairo Quintana   | Nairo Quintana | Marcel Kittel    | Nairo Quintana | Davide Formolo   | Cannondale    |
| 3              | Thibaut Pinot    | Nairo Quintana | Jon Izagirre     | Nairo Quintana | Damien Howson    | Movistar Team |
| 4              | Chris Froome     | Nairo Quintana | Jon Izagirre     | Nairo Quintana | Pierre Latour    | Movistar Team |
| 5              | Michael Albasini | Nairo Quintana | Michael Albasini | Sander Armée   | Pierre Latour    | Movistar Team |
| Wertungssieger | Wertungssieger   | Nairo Quintana | Michael Albasini | Sander Armée   | Pierre Latour    | Movistar Team |